# Somme amalgamée
Pour les articles homonymes, voir Somme.

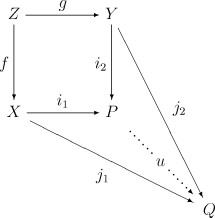
Diagramme commutatif traduisant la propriété universelle de la somme amalgamée.

En mathématiques, la somme amalgamée est une opération entre deux ensembles constituant les espaces d'arrivée de deux applications définies sur un même troisième ensemble. Le résultat satisfait une propriété universelle de factorisation de diagrammes, duale de celle du produit fibré et qui peut être valable dans d'autres catégories que celle des ensembles, comme celle des groupes. Dans la catégorie des espaces topologiques, la somme amalgamée intervient ainsi dans la description de certains espaces, dont le groupe fondamental se calcule alors à l'aide du théorème de van Kampen.
Par analogie avec la traduction anglaise de « produit fibré » (pullback), la somme amalgamée est parfois désignée par sa traduction en pushout (« poussé en avant »).

## Définition ensembliste
Étant données deux applications définies sur un même ensemble :
{\displaystyle {\begin{array}{l}Z{\stackrel {g}{\longrightarrow }}Y\\\!{\scriptstyle f}\!\!\downarrow \\X\end{array}}}
la somme amalgamée de X et Y le long de Z est définie comme le quotient de l'union disjointe de X et Y par la relation d'équivalence engendrée par :
{\displaystyle f(z)\sim g(z)}
pour tout z dans Z. Elle se note :
{\displaystyle X{\underset {Z}{\sqcup }}Y.}
La somme amalgamée étant un quotient de l'union disjointe, les injections canoniques induisent des applications qui permettent de compléter le carré commutatif :
{\displaystyle {\begin{array}{crc}Z&\longrightarrow \!\!\!\!&Y\\\downarrow &&\downarrow \!\!{\scriptstyle i_{Y}}\!\!\!\!\!\!\\X&{\stackrel {i_{X}}{\to }}&X{\underset {Z}{\sqcup }}Y\end{array}}}
Dans des catégories ensemblistes, telles celles des espaces topologiques ou des espaces vectoriels, la somme amalgamée constitue elle-même un objet de la catégorie.

## Propriété universelle
Avec les notations de la partie précédentes, si Q est l'ensemble d'arrivée de deux applications définies respectivement sur X et Y et permettant de construire un carré commutatif :
{\displaystyle {\begin{array}{crc}Z&\longrightarrow &Y\\\downarrow &&\downarrow \!\!{\scriptstyle j_{Y}}\!\!\!\!\!\!\\X&{\stackrel {j_{X}}{\longrightarrow }}&Q\end{array}}}
alors il existe une unique application u de la somme amalgamée vers l'ensemble Q qui factorise le diagramme :
{\displaystyle j_{X}=u\circ i_{X}\qquad j_{Y}=u\circ i_{Y}.}
Autrement dit, la somme amalgamée est la colimite du diagramme formé à l'aide des deux applications initiales f et g. Il est aussi possible de la voir comme la somme (au sens des catégories) dans une catégorie des morphismes partant de Z.
Plus généralement, la somme amalgamée dans une catégorie quelconque est la colimite d'un tel diagramme, lorsqu'elle existe, ce qui est le cas dans les catégories abéliennes.